# Nick Nielsen

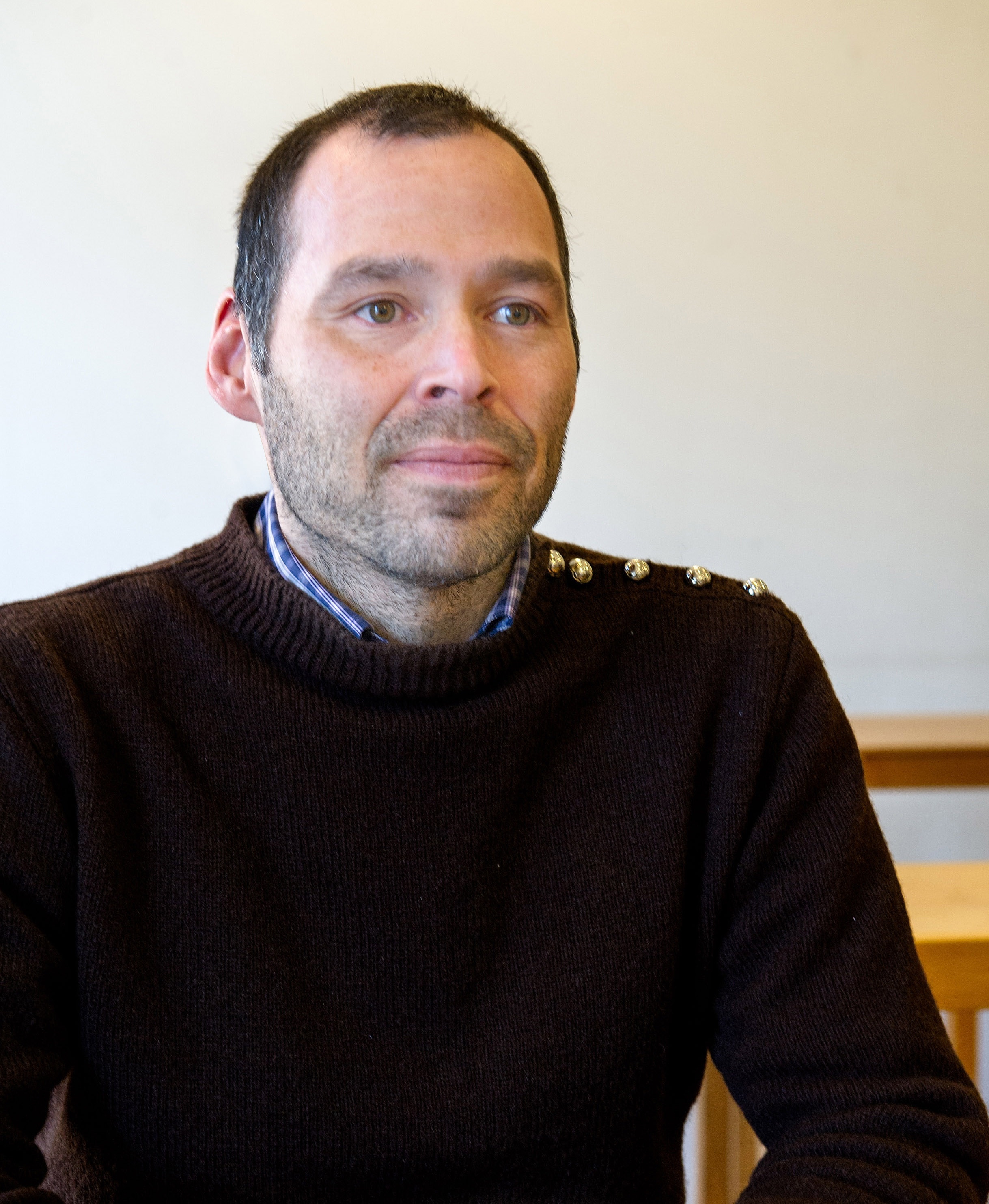
Nick Nielsen (2013)

Nick Nielsen (* 10. Juni 1975) ist ein grönländischer Politiker und Bergsteiger.

## Leben
Nick Nielsen war 2005 der erste Grönländer, der den Mount Everest bestieg. 2008 scheiterte er an einer Besteigung des K2. Nur wenige Tage später kam es zur K2-Tragödie 2008.
2011 kandidierte Nick Nielsen bei der Folketingswahl für die Siumut. Er erreichte den zweiten Nachrückerplatz für Doris Jakobsen. Bei der Parlamentswahl 2013 erzielte er nur den sechsten Nachrückerplatz der Siumut und verpasste somit einen Parlamentssitz. Anschließend wurde er dennoch zum Minister für Bildung, Kultur, Gleichberechtigung und Kirche ernannt. Am 1. Oktober 2014 trat er zusammen mit mehreren Kollegen und Premierministerin Aleqa Hammond zurück, womit die Regierung zerbrach. Anschließend kandidierte er um den Parteivorsitz, der jedoch an Kim Kielsen ging. Bei der Parlamentswahl 2014 wurde er wieder nicht gewählt. Durch die Ernennung von Doris Jakobsen und ihrem Stellvertreter im Folketing, Vittus Qujaukitsoq, zu Ministern, rückte Nick Nielsen ab Dezember 2014 ins Folketing auf. Bereits im Februar 2015 entsagte ihm seine eigene Partei das Vertrauen und Doris Jakobsen gab ihr Ministeramt auf, um an seiner statt im Folketing zu sitzen. Als Reaktion darauf trat er im März 2015 aus der Siumut aus und wurde Mitglied der Inuit Ataqatigiit. Bei der Folketingswahl 2015 kandidierte er nicht mehr. Bei der Kommunalwahl 2017 trat er an, wurde aber nicht in den Rat der Kommuneqarfik Sermersooq gewählt. An der Parlamentswahl 2018 nahm er ebenfalls nicht mehr teil.
Er schloss 2005 eine Ausbildung als Diplomingenieur ab. Später studierte er Zivilingenieurswesen an Danmarks Tekniske Universitet. 2010 wurde er zum Direktor für Anlagen und Umwelt in der Qaasuitsup Kommunia ernannt. Nach seinem späteren Ausscheiden als Minister konnte ihm die Kommune als Arbeitgeber keinen Arbeitsplatz mehr anbieten, was nach einem Rechtsstreit zu einer Abfindung führte. 2018 wurde er Direktor für technische Verwaltung in der Avannaata Kommunia. 2020 wurde er zum Kommunaldirektor ernannt, nachdem er das Amt seit 2019 schon interim innehatte.